# FV 09 Weinheim
Fußballverein 09 Weinheim e.V. foi uma agremiação esportiva alemã, fundada em 1909, sediada em Weinheim, no estado de Baden-Württemberg.

## História
Fundada em 1909, a equipe esteve ativa até declarar falência em 1997. Os futebolistas do FV fizeram parte do TSG Weinheim a partir de 2011, jogando como TSG 62/09 Weinheim.
O momento mais notável do clube ocorreu a 4 de agosto de 1990, quando bateu o Bayern de Munique por 1 a 0, na primeira rodada da Copa da Alemanha, em Weinheim, diante de 8.000 espectadores. Foi a primeira vez desde a estréia do Bayern no certame, em 1957, que o clube da Baviera fora eliminado na fase de abertura da competição. O feito foi prontamente repetido no ano seguinte contra o FC 08 Homburg.
O primeiro clube chegou a se fazer notar no início de 1930 e, em 1933, perdeu a oportunidade de avançar para a primeira divisão, a Gauliga Baden, quando capitulou no play-off pelo MFC 08 Lindenhof.
Após a Segunda Guerra Mundial, o FV fez parte do menor nível de concorrência até avançar em 1951 para a Amateurliga Nordbaden (III), na qual jogou apenas uma única temporada, antes de ser rebaixado pelo saldo de gols. O time conquistou o seu caminho de volta para a Amateurliga em 1954, na qual permaneceu cinco temporadas. O FV retornaria novamente para a mesma divisão, em 1962, conquistando o título daquele ano para iniciar o período de maior sucesso na história da associação. A conquista foi repetida, em 1970, e por pouco não avançou para a Regionalliga Süd (II), quando terminou em segundo lugar em seu grupo de play-off.
Em 1972, participou da fase de abertura do campeonato amador alemão, mas foi eliminado na primeira fase pelo Normannia Gmünd. A equipe fez sua primeira aparição na DFB Pokal, a chamada Copa da Alemanha, em 1974, ao perder por 4 a 2 na prorrogação para o então partícipe da segunda divisão, Bayer 05 Uerdingen. Na temporada seguinte, a equipe foi estrondosamente derrotada pelo Hertha Berlin por 7 a 1 na fase de abertura da competição.
Em 1978, as quatro Amateurligen de Baden-Württemberg foram fundidas para formar a Amateur-Oberliga Baden-Württemberg (III). O FV passou a fazer parte desse novo circuito após falhar no play-off de qualificação à 2. Bundesliga Süd (II). Logo no início o clube teve uma seqüência de quatro melhores colocações, mas caiu para 16º lugar em 1982, e foi relegado para a  Verbandsliga Nordbaden (IV) por uma única temporada. Apesar dos maus resultados, desfrutou do sucesso na DFB Pokal, derrotando o SpVgg 07 Ludwigsburg por 2 a 1 na prorrogação, antes de sair na segunda fase ao capitular diante do VfL Osnabrück.
O Weinheim lutou um pouco até capturar o título da Amateur-Oberliga em 1988. No entanto, não conseguiu na sua tentativa subseqüente ganhar a promoção para a Bundesliga 2. Essa decepção foi diminuída um pouco quando bateu o Bayern de Munique pela DFB Pokal por 1 a 0 na fase de abertura, através de um pênalti convertido, aos 26 minutos, por Thomas Schwechheimer depois de uma falta em Thomas Strunz, que foi expulso pelo árbitro. Na fase seguinte, o FV foi eliminado pelo então partícipe da segunda divisão, Rot-Weiss Essen.
A decadência ocorreu no início de 1990 quando o time desceu para a Verbandsliga na qual encontraram o histórico rival local TSG Weinheim. Em 1997-1998, o FV entrou em falência e teve de abandonar o seu posto. Os atletas de FV e TSG fizeram uma espécie de combinado jogando como TSG 62/09 Weinheim. Essa equipe ganhou a promoção para Oberliga (IV), em 2000, e atuou durante a temporada de 2000-2001 na Oberliga (IV-V).

## Títulos
| - Oberliga Baden-Württemberg - Campeão: 1988; - Amateurliga Nordbaden - Campeão: 1963, 1970, 1978; - 2. Amateurliga Rhein-Neckar Staffel II - Campeão: 1951, 1954, 1962; | - North Baden Cup - Campeão: 1975, 1990; |